# Gunnar Wallquist
Gunnar Wallquist, född 4 maj 1894 i Steneby, Älvsborgs län, död 1971, var en svensk bergsingenjör och professor.
Wallquist tog bergsingenjörsexamen vid Kungliga Tekniska högskolan 1917. Han arbetade som konstruktör vid Smedjebackens valsverks AB 1917-1918, som ingenjör vid Gimo-Österby bruks AB 1920-1926 och som förste ingenjör vid Dannemoraverken inom Fagersta bruks AB 1927-1929.
1929 återkom han till KTH som professor i järnets bearbetning och behandling, och stannade till sin pensionering 1960. Wallquist blev 1939 ledamot av Ingenjörsvetenskapsakademien. Han tilldelades Brinellmedaljen 1965. Gunnar Wallquist var son till disponenten Carl Edvard Wallquist och Amalia Johansson samt bror till "lappmarksdoktorn" Einar Wallquist.

## Donationer
Wallquist testamenterade till KTH dels en fastighet där bland annat hans privatbostad fanns, och dels sin övriga privatförmögenhet. Fastigheten, som är belägen i Villastaden nära KTH:s campus på Valhallavägen kallas numera Wallquistska huset. Idag används fastigheten som representationsvåning och uthyrda kontorslokaler.
Genom en donation instiftade Wallquist också Professor Gunnar Wallquists bergsmedalj, oftast kallad Bergsmedaljen, en guldmedalj som delas ut av KTH vart tionde år till någon person som gjort förtjänstfulla insatser inom materialtekniken. Medaljen har på ena sidan texten För framstående insatser till bergshanteringens utveckling och förkovran och på den andra sidan en bild av Gunnar Wallquist. Medaljen delades senast ut 2023 och mottagare var Susanne Norgren.